# Aparecida do Rio Doce
Aparecida do Rio Doce è un comune del Brasile nello Stato del Goiás, parte della mesoregione del Sul Goiano e della microregione del Sudoeste de Goiás.